# Manuel de Jesús Guisado
Manuel de Jesús Guisado y Polvorín (Sevilla, 29 de julio de 1854 - ?) fue un escritor y periodista tradicionalista español.

## Biografía
Era hijo Antonio Guisado de Tojar y de Pilar Polvorín Palacios. Recibió el grado de Licenciado en Derecho en la Universidad de Madrid y el de la carrera notarial, en Sevilla. Tras la Revolución Septembrina, en 1869 ingresó en la redacción de El Oriente, periódico sevillano que se publicaba bajo la dirección del famoso Padre Gago y de Ventura Camacho, patentizando con sus artículos su filiación en el partido tradicionalista. Tomó parte muy activa en la tercera guerra carlista, donde recibió una grave herida y el nombramiento del grado de Capitán de Caballería por méritos de guerra, impuesto en el campo de batalla por un general carlista.
En 1889 fue nombrado representante en provincias de la testamentaria del duque de Osuna. El mismo año se separó del carlismo y se unió a la escisión integrista liderada por Ramón Nocedal. Contribuyó en periódicos católicos como La Región de Salamanca. A principios del siglo XX era colaborador también de periódicos carlistas como La Verdad de Granada o La Libertad de Tortosa.
Publicó un interesante estudio titulado ¿Quién fue el Conde de Tójar? con documentos inéditos y cartas también inéditas de los más importantes personajes de la Guerra de la Independencia Española. En sus páginas se esclarecen muchos hechos, así como en el voluminoso discurso que escribió para el Congreso histórico de Zaragoza. Su aplicación y laboriosidad fue reconocida por autoridades como José Velilla y José Gómez de Arteche, así como por la prensa de todos los signos ideológicos. También preparó un libro que había de titularse 1810-1812 - Héroes sevillanos, sobre los héroes sevillanos de la guerra de la Independencia, cuyo prólogo fue redactado por José de Velilla.

## Obras
- ¿Quién fue el Conde de Tóxar? (1894)